# Walk on By (Leroy Van Dyke)
Walk on By ist der Titel eines Country-Songs. Er wurde von Kendall L. Hayes geschrieben und hielt sich 1961 in der Version von Country-Sänger Leroy Van Dyke 19 Wochen auf Platz eins der Country-Single-Charts.

## Entstehungsgeschichte
Aus der ersten Aufnahmesession des Country-Sängers Leroy Van Dyke vom September 1956 ging sein bis dahin erfolgreichster Titel Auctioneer über einen Viehauktionator hervor. Durch den enormen Verkaufserfolg von drei Millionen Exemplaren war Van Dyke auf Anhieb berühmt geworden. Es gelang seiner Plattenfirma Dot Records jedoch nicht, einen ähnlich erfolgreichen Hit nachzuschieben. Fünf weitere Singles folgten, bis Van Dyke Anfang 1961 von Shelby Singleton zu Mercury Records geholt wurde.
Walk on By sollte die zweite Single bei Mercury werden. Van Dyke fand ein Demoband von Walk on By im Büro des Musikverlages Lowery Music in Nashville. Dessen Büroleiter Gary Walker hielt den Song für unfertig, doch Van Dyke wählte den von Kendall L. Hayes (1936–1995) geschriebenen Song aus. Hayes arbeitete zu jener Zeit als Buchhalter. Es fehlte eine zweite Strophe, und Walker schrieb sie noch am selben Abend. Nach leichter Veränderung des Refrains entstand ein Song über die Liebe zu einer verheirateten Frau, die der Öffentlichkeit verborgen bleiben soll. Man trifft sich außerhalb der Stadt und tut so, als ob man sich nicht kenne.

## Aufnahme und Veröffentlichung

Leroy van Dyke - Walk on By

Unter Produktionsregie von Shelby Singleton wurde das Musikstück am 12. Mai 1961 in Nashville aufgenommen. Van Dykes Begleitung bestand aus Hank „Sugarfoot“ Garland (Gitarre), Jerry Kennedy und Kelso Herston (Gitarre), Hargus „Pig“ Robbins (Piano), Buddy Killen und Harold Bradley (Bass), Willie Ackerman (Schlagzeug) und Margie Singleton (die Ehefrau des Produzenten) im Begleitchor. Mercury wollte zunächst die B-Seite My World Is Cavin‘ in bevorzugen, entschied sich dann auf Drängen von Van Dyke für Walk on By als A-Seite. Es handelt sich beim Arrangement und der personellen Besetzung im Studio um eine typische Produktion des Nashville Sound, einer Mixtur aus Country-Musik und Popmusik.
Die Single kam im August 1961 (Mercury #71834) auf den Markt und stieg am 4. September 1961 in die Country-Single-Charts ein, in der sie ab 25. September für 19 Wochen Rang eins belegte. Das Stück entwickelte sich auch zum erfolgreichen Crossover-Titel mit einem fünften Platz in den Pop-Charts. Das für einen Country-Song der damaligen Zeit mit einem ungewöhnlichen Text versehene Stück mit dem markanten Gitarrenspiel von Hank Garland wurde zu einem Standard der Country-Musik. Kurz nach Veröffentlichung der Platte erlitt Garland im September 1961 einen folgenschweren Autounfall, der seine Karriere beendete.

## Statistik und Coverversionen
Dem BMI zufolge hat Autor Hayes lediglich 50 Kompositionen angemeldet, von denen Walk on By einen BMI-Award erhielt. Insgesamt gibt es mindestens 150 Versionen des mit 1,5 Millionen verkauften Exemplaren eines der erfolgreichsten Country-Hits. Van Dyke selbst schätzt den Umsatz auf drei Millionen Exemplare. Van Dyke hat 1961 unter dem Titel Geh‘ nicht vorbei eine deutschsprachige Fassung gesungen, übernommen im selben Jahr von Rex Gildo. Die englischsprachige Originalversion von Van Dyke kam im Juni 1962 bis auf Rang 14 der deutschen Musikcharts. Die Ehefrau des Produzenten, Margie Singleton, brachte im September 1962 einen Antwort-Song unter dem Titel I’ll Just Walk on By heraus. Donna Fargo coverte den Song 1980. Die Version erreichte Platz 43 der Country-Single-Charts. Eine weitere Coverversion aus dem Jahr 1988 von Asleep at the Wheel erreichte dort Platz 55. Der britische Sänger Seal coverte 2004 Walk On By.
Das Billboard Magazine hat Walk on By in seiner Jubiläums-Ausgabe vom 1. November 1994 (100-jähriges Bestehen) zum größten Country-Hit zwischen dem 20. Oktober 1958 und dem 25. Juni 1994 ausgewählt, basierend auf Verkaufszahlen, Airplay und Verweildauer in der Hitparade.